# Sanja Radosavljević
Sanja Radosavljević er en serbisk håndboldspiller som spiller for slovenske RK Krim og Serbiens kvindehåndboldlandshold. Hun deltog sammen med landsholdet til VM i håndbold 2015 i Danmark.